# Cobitis lebedevi
Cobitis lebedevi és una espècie de peix de la família dels cobítids i de l'ordre dels cipriniformes.

## Reproducció
És ovípar.

## Hàbitat
Viu en zones de clima temperat.

## Distribució geogràfica
Es troba a la conca del riu Amur a Rússia i la Xina, i al riu Kherlen (Mongòlia).